# Lucien Papalu
Lucien Papalu, ou Papalu, de son nom civil Lucien Mbaïdem, est un compositeur, réalisateur artistique et producteur français. Il est le réalisateur artistique et compositeur de la série Platane, diffusée sur Canal+, ainsi que du film et de la série d'animation Lascars, dont il est l'un des membres fondateurs.

## Biographie
Né d'un père tchadien et d'une mère espagnole, il est le benjamin d'une famille de cinq enfants. Il grandit en banlieue sud de Paris, dans le Val-de-Marne. En 1988, après plusieurs séjours à Londres, il part vivre à New York pendant plusieurs années. En 1989, avec ses amis Jungle Brothers et Queen Latifah, rencontrés à Londres; il participe, avec de nombreux autres artistes américains et sous l'égide d'Afrika Bambaataa et de Dj Jazzy Jay, au titre Hip Hop Against Apartheid, un projet collectif militant contre l'Apartheid et pour la libération de Nelson Mandela.
Revenu en France en 1995, il continue de travailler comme auteur-compositeur et collaborateur pour plusieurs artistes, en France comme aux États-Unis[source secondaire souhaitée], mais aussi comme chroniqueur sur Radio Nova[source secondaire souhaitée].
Il est membre des Native Tongues (Jungle Brothers, A Tribe Called Quest, De La Soul, Queen Latifah, Black Sheep, Mos Def) et proche compagnon du groupe Beatnuts. Le groupe A Tribe Called Quest lui consacre d'ailleurs un titre désormais mythique, Luck of Lucien, sur son premier LP, People's Instinctive Travels and the Paths of Rhythm. Le rappeur Common lui consacre lui aussi, plusieurs années après, un titre, Heaven Somewhere (featuring Mary J.Blige, Erykah Badu, Jill Scott, Cee Lo Green, Bilal, Omar), sur l'album Electric Circus. Il a également collaboré avec Kool Shen et Joey Starr, amis de longue date, du groupe NTM; son nom est d'ailleurs mentionné plus d'une fois dans leurs chansons, notamment dans un de leurs titres phare, Tout n'est pas si facile.
En septembre 2001, le musicien met le feu au paillasson de l'appartement de son producteur Noel Kaufmann (connu sous le pseudonyme de NO…) dans le 3e arrondissement de Paris. Un jeune couple décède dans sa chambre de bonne, sous les combles. La police n'ayant aucune piste, Lucien pris de remords va se dénoncer lui-même en expliquant qu'il est prêt à payer pour son erreur et à aller en prison. En septembre 2004, aux assises de Paris, il écope de huit ans de détention, bien que le parquet en réclame quinze. À sa sortie, il devient directeur artistique chez Europacorp[source secondaire souhaitée], studio de cinéma de Luc Besson, pour Stakes Music de 2008 à 2014.
Entre 2011 et 2016, il sillonne les boites de nuits et les festivals en tant que DJ[source secondaire souhaitée] aux côtés de ses amis Kavinsky, DJ Pone, ou encore Prince 85. Il met un terme à cette activité en 2016 afin de se consacrer à la musique à l'image[source secondaire souhaitée].

## Discographie
- 1989 : Jungle Brothers - Done By the Forces of Nature : Belly Dancin' Dina et Black Woman (featuring)
- 1989 : De La Soul - Buddy remix (featuring)
- 1989 : X Clan - Shaft's big score (featuring)
- 1989 : A Tribe Called Quest - People's Instinctive Travels and the Paths of Rhythm : Luck of Lucien (featuring)
- 1989 : Hip-Hop Against Apartheid - Ndodemyama (Free South Africa) : Ndodemnyama (featuring)
- 1990 : Jungle Brothers - Red Hot + Blue : I Get a Kick Out of You
- 1993 : Cool cessions - Funky Piano / from a Town Called Paris (compositeur/ featuring)
- 1994 : The Beatnuts - The Beatnuts/Street Level : Ya Don't Stop (compositeur)
- 1994 : Kurious - A Constipated Monkeys : Top Notch (featuring)
- 1994 : Dana Barros - B-Ball Best Kept Secret : Check It (compositeur)
- 1994 : Guru - Jazzmatazz Vol. 2 : Lifesaver (featuring)
- 1995 : Alliance Ethnik - Simple et funky : Jamais à l'heure feat. Psycho Les (compositeur)
- 1995 : supreme NTM - Paris sous les bombes : Paris sous les bombes (compositeur) - Plus jamais ça (compositeur)
- 1995 : Suprême NTM - Check the Flow (featuring)
- 1996 : Al' Tarik - God Connections - Spectacular (compositeur)
- 1996 : Afro Jazz - L.432 : Trois spliffs et un freestyle (compositeur/ featuring)
- 1996 : Afro Jazz - Afro Jazz EP : Perle noire (Compositeur), Paris-New York (compositeur)
- 1997 : Afro Jazz - Afrocalypse : Guerre des nerfs avec NTM (featuring)
- 1997 : Afro Jazz - AJ-1 : Révélation : Tout de Go (Afro Jazz/ L. Loco et Fdy Phenomen) (featuring)
- 2000 : Cartoon - Arsenik / Lord Kossity / Lucien (BO Les Lascars) (compositeur/ featuring)
- 2009 : De La Soul]- Say la ve  (compositeur/ featuring)
- 2012 : First Serve : Pop Life (featuring)

## Filmographie

### Cinéma
- 2009 : Lascars (film) de Albert Pereira Lazaro, Emmanuel Klotz (réalisateur artistique/ compositeur)
- 2011 : Halal police d'État de Rachid Dhibou (musiques additionnelles)
- 2015 : Les Gorilles de Tristan Aurouet (musiques additionnelles)
- 2016 : L'ascension de Ludovic Bernard (réalisateur artistique/ compositeur)
- 2017 : Mission Pays basque de Ludovic Bernard[4] (réalisateur artistique/ compositeur)
- 2019 : K contraire de Sara Marc (réalisateur artistique/ Compositeur )

### Télévision
- 2000 : Lascars (série d'animation - saison 1) (réalisateur artistique/ compositeur)
- 2008 : Miss Green (série) (compositeur)
- 2009 : Lascars (série d'animation - saison 2) (réalisateur artistique/ compositeur)
- 2009 : Cuccarazza(film d'animation) (compositeur)
- 2010 : Décollons les étiquettes (spot anti racisme) (compositeur)
- 2010 : L'Art et la Manière (série documentaire) (compositeur)
- 2011 : Platane (saison 1) (réalisateur artistique/ compositeur)
- 2011 : Lascars (La série - saison 1) (réalisateur artistique/ compositeur)
- 2014 : Platane (saison 2) (réalisateur artistique/ compositeur)
- 2014 : Lascars (La série - saison 2) (réalisateur artistique/ compositeur)
- 2015 : Shake This Out (documentaire de Julian Nodolwsky) (réalisateur artistique/ compositeur)
- 2016 : Soir de fête (Émission) (compositeur)
- 2019 : Platane (saison 3) (réalisateur artistique/ compositeur )
- 2021 : Mes copines ont du style (compositeur)